# Geogarypus variaspinosus
Espèce
Geogarypus variaspinosus est une espèce de pseudoscorpions de la famille des Geogarypidae.

## Distribution
Cette espèce est endémique du Cap-du-Nord en Afrique du Sud.

## Description
La femelle holotype mesure 2,05 mm et le mâle paratype 1,99 mm.

## Publication originale
- Neethling & Haddad, 2017 : A systematic revision of the South African pseudoscorpions of the family Geogarypidae (Arachnida: Pseudoscorpiones). Navorsinge van die Nasionale Museum (Bloemfontein), vol. 32, no 1, p. 1-80.